# Spike Video Game Awards
Spike Video Game Awards (VGAs) foi uma premiação anual apresentada pelo canal Spike TV de 2003 a 2013 que reconhecia os melhores jogos de videogame e computador de cada ano. A atração ganhou muita atenção desde sua criação, já que as premiações de jogos não eram comuns na época, consolidando-se como o evento mais importante de premiações no ramo até seu fim, como o "Oscar" dos videogames. Geoff Keighley, um de seus produtores, criou seu próprio programa de premiações de jogos eletrônicos após o abandono da Spike, o nomeando The Game Awards em 2014.

## História
Em 2003, a Spike, que faz parte da Viacom, e que contém a MTV como empresa-irmã, decidiu inaugurar sua própria convenção para celebrar os jogos eletrônicos de cada ano, algo no qual a indústria de videogames ainda não havia, servindo como um show de final de ano. O primeiro deles aconteceu 2 de dezembro de 2003, e todos tiveram a produção executiva de Casey Patterson, da própria Viacom.
O propósito é analisar em profundidade os jogos lançados ao longo de cada ano, fazendo a cerimônia ganhar o apelido de "Oscar" dos videogames. Eles categorizam os jogos geralmente com base no gênero. Às vezes, categorias como melhor jogo da década e hall da fama são apresentadas. No entanto, as categorias geralmente são baseadas apenas em gêneros, dublagem e jogo do ano. 
Ao longo dos anos, o Spike Video Game Awards no entanto, foi ganhando fama de se parecer mais como um MTV Video Music Awards dos jogos do que um Oscar propriamente dito, devido o apelo do show vir do seu lado de sempre tentar ir para o formato “espetáculo” e não dos jogos. Atores famosos vêm e apresentam o show, enquanto músicos vêm e se apresentam. O primeiro o evento teve como apresentador e host o ator David Spade, enquanto no ano seguinte foi Snoop Dogg. Por quatro anos, o premiado Samuel L. Jackson foi apresentador do VGAs, enquanto a cerimônia de 2009 não conteve qualquer apresentador. O show final de 2013 teve como apresentador principal o ator e comediante Joel McHale, enquanto Geoff Keighley, produtor do evento desde 2006, foi co-apresentador.
A Spike e o VGAs popularizaram o formato de um evento onde não apenas há entrevistas e jogos sendo premiados, mas também contem anúncios de novos títulos que marcaram muito a suas épocas. Em todos os anos isso foi feito como interlúdios durante os prêmios, tanto no Pré-show quanto no evento principal, com um locutor citando a palavra "World Premiere" e um jogo sendo mostrado ao vivo. Títulos anunciados durante o Spike Video Game Awards incluem Fortnite, The Last of Us, Tom Clancy's Rainbow 6: Patriots, No Man's Sky, Metal Gear Rising: Revengeance, Metal Gear Solid V: The Phantom Pain, BioShock Infinite, Mass Effect 3, Forza Motorsport 4, Batman: Arkham City e muitos outros. 
Vários locais foram os palcos e sedes para as transmissões do Spike VGAs, em sua maioria se concentrando nas regiões de Santa Monica, na Califórnia e em Las Vegas, Nevada. Em seu primeiro ano de vida, o Spike Video Game Awards foi assistido por mais de 1,23 milhões de telespectadores, numa transmissão que era feita nos canais da Spike TV. Com o passar das cerimônias esse número foi decaindo, algumas vezes atingindo novos picos, mas nunca ultrapassando a barreira do 1 milhão, o que fez algumas transmissões serem também apoiadas por outros feeds na MTV2, Xbox Live e outros canais.  
Em cada ano existem produtores e diretores diferentes na organização do evento, mas a partir do Spike Video Game Awards 2006, Geoff Keighley, da equipe do Game Trailers, ficou num dos papéis de produtor executivo, enquanto os organizadores do evento dividiram entre outras figuras do ramo de entretenimento, com o mais famoso sendo Mark Burnett, que foi produtor do VGA 2011 e VGA 2012. A direção dos eventos passaram por vários nomes, incluindo Joe DeMaio, que dirigiu as transmissões de 2011, 2012 e 2013 consecutivamente.

## Processo
O Spike VGAs possui um comitê consultivo que inclui representantes das fabricantes de consoles, incluindo Microsoft, Nintendo e Sony, além de outras editoras de jogos, como THQ, Midway Games, Electronic Arts, Sega, Activision, Atari Games, Ubisoft, Valve, 2K Games e Rockstar Games. Com esse comitê em pronta, é escolhido mais de vinte meios jornalísticos de videogames ao redor do mundo que poderão nomear e posteriormente votar nos jogos em várias categorias.

## Hall da Fama de Videogames da Spike
Spike's Video Game Hall of Fame foi estabelecido para reconhecer as "franquias de videogame ao longo da história que trouxeram a indústria para onde ela está hoje" – Casey Patterson, produtora executiva dos VGAs e vice-presidente executiva de produção de eventos da Viacom Media Networks Entertainment Group. 
O único induzido, devido ao show de premiação ter terminado em 2013, foi premiado no nono Spike Video Game Awards anual em 10 de dezembro de 2011. O primeiro, e subsequentemente único, recebedor foi a franquia The Legend of Zelda. Shigeru Miyamoto recebeu o prêmio.

## Cerimônias

### Década de 2000
| Cerimônia                    | Data                   | Vencedor do Jogo do Ano        | Número de espectadores         | Apresentador      | Local                                           |
| ---------------------------- | ---------------------- | ------------------------------ | ------------------------------ | ----------------- | ----------------------------------------------- |
| Spike Video Game Awards 2003 | 2 de dezembro de 2003  | Madden NFL 2004                | 1,23 milhão[carece de fontes?] | David Spade       | MGM Grand Garden Arena (Las Vegas, Nevada)      |
| Spike Video Game Awards 2004 | 14 de dezembro de 2004 | Grand Theft Auto: San Andreas  |                                | Snoop Dogg        | Barker Hangar (Santa Monica, Califórnia)        |
| Spike Video Game Awards 2005 | 10 de dezembro de 2005 | Resident Evil 4                |                                | Samuel L. Jackson | Gibson Amphitheatre (Los Angeles, Califórnia)   |
| Spike Video Game Awards 2006 | 13 de dezembro de 2006 | The Elder Scrolls IV: Oblivion | 618,000                        | Samuel L. Jackson | Galen Center (Los Angeles, Califórnia)          |
| Spike Video Game Awards 2007 | 9 de dezembro de 2007  | BioShock                       | 840,000                        | Samuel L. Jackson | Michelob Ultra Arena (Las Vegas, Nevada)        |
| Spike Video Game Awards 2008 | 14 de dezembro de 2008 | Grand Theft Auto IV            | 680,000                        | Jack Black        | Sony Pictures Studios (Culver City, Califórnia) |
| Spike Video Game Awards 2009 | 12 de dezembro de 2009 | Uncharted 2: Among Thieves     | 647,000                        | Não houve         | Nokia Event Deck (Los Angeles, Califórnia)      |

### Década de 2010
| Cerimônia                    | Data                   | Vencedor do Jogo do Ano     | Número de espectadores | Apresentador               | Local                                            |
| ---------------------------- | ---------------------- | --------------------------- | ---------------------- | -------------------------- | ------------------------------------------------ |
| Spike Video Game Awards 2010 | 11 de dezembro de 2010 | Red Dead Redemption         | 627,000                | Neil Patrick Harris        | L.A. Convention Center (Los Angeles, Califórnia) |
| Spike Video Game Awards 2011 | 10 de dezembro de 2011 | The Elder Scrolls V: Skyrim | 710,000                | Zachary Levi               | Sony Pictures Studios (Culver City, Califórnia)  |
| Spike Video Game Awards 2012 | 7 de dezembro de 2012  | The Walking Dead            | 850,000                | Samuel L. Jackson          | Sony Pictures Studios (Culver City, Califórnia)  |
| Spike VGX 2013               | 7 de dezembro de 2013  | Grand Theft Auto V          | 1,1 milhão             | Joel McHale Geoff Keighley | Evento On-line (Los Angeles, Califórnia)         |